# Babhulgaon
Babhulgaon è una suddivisione dell'India, classificata come census town, di 6.600 abitanti, situata nel distretto di Hingoli, nello stato federato del Maharashtra. In base al numero di abitanti la città rientra nella classe V (da 5.000 a 9.999 persone).

## Geografia fisica
La città è situata a 19° 51' 44 N e 77° 01' 22 E.

## Società

### Evoluzione demografica
Al censimento del 2001 la popolazione di Babhulgaon assommava a 6.600 persone, delle quali 3.456 maschi e 3.144 femmine. I bambini di età inferiore o uguale ai sei anni assommavano a 1.092, dei quali 574 maschi e 518 femmine. Infine, coloro che erano in grado di saper almeno leggere e scrivere erano 3.113, dei quali 2.053 maschi e 1.060 femmine.